# Кусочно-гладкая функция
Кусочно-гладкая функция — функция, определённая на множестве вещественных чисел, дифференцируемая на каждом из интервалов, составляющих область определения.

## Формальное определение
Пусть заданы {\displaystyle x_{1}<x_{2}<\ldots <x_{n}} — точки смены формул.
Как и все кусочно-заданные функции, кусочно-гладкую функцию можно записывать на каждом из интервалов {\displaystyle (-\infty ;x_{1}),(x_{1};x_{2});\ldots (x_{n};+\infty )} отдельной формулой:
{\displaystyle f(x)={\begin{cases}f_{0}(x),\quad x<x_{1}\\f_{1}(x),\quad x_{1}<x<x_{2}\\\cdots \\f_{n}(x),\quad x_{n}<x\end{cases}}}
Здесь {\displaystyle f_{i}(x)} — гладкие функции.
Если к тому же выполнены условия согласования
{\displaystyle f_{i-1}(x_{i})=f_{i}(x_{i})=f(x_{i})} при {\displaystyle i=1,2,\ldots ,n},
то кусочно-гладкая функция будет непрерывной. Непрерывная кусочно-гладкая функция может служить сплайном.